# Quận Decatur, Tennessee
Quận Decatur là một quận thuộc tiểu bang Tennessee, Hoa Kỳ.
Quận này được đặt tên theo anh hùng Stephen Decatur. Theo điều tra dân số của Cục điều tra dân số Hoa Kỳ năm 2000, quận có dân số 11.731 người, ước tính dân số năm 2005 là 11.686 người . Quận lỵ đóng ở Decaturville6.

## Địa lý
Theo Cục điều tra dân số Hoa Kỳ, quận có diện tích 345 dặm vuông Anh (893,5 km2), trong đó có 11 dặm vuông Anh (28,5 km2) là diện tích mặt nước.

### Quận giáp ranh
- Quận Benton (bắc)
- Quận Perry (đông)
- Quận Wayne (đông nam)
- Quận Hardin (nam)
- Quận Henderson (tây)
- Quận Carroll (tây bắc)

## Thông tin nhân khẩu

Tháp tuổi theo điều tra dân số năm 2000.

Theo điều tra dân số 2 năm 2000, quận đã có dân số 11.731 người, 4.908 hộ gia đình, và 3.415 gia đình sống trong quận hạt. Mật độ dân số là 35 người trên một dặm vuông (14/km ²).

Có 6.448 đơn vị nhà ở với mật độ trung bình là 19 trên một dặm vuông (7/km ²). Cơ cấu chủng tộc của quận đã được 94,12% người da trắng, 3,47% da đen hay Mỹ gốc Phi, 0,23% người Mỹ bản xứ, 0,20% châu Á, Thái Bình Dương 0,03%, 1,20% từ các chủng tộc khác, và 0,76% từ hai hoặc nhiều chủng tộc. 1,95% dân số là người Hispanic hay Latino thuộc một chủng tộc nào.
Có 4.908 hộ, trong đó 27,30% có trẻ em dưới 18 tuổi sống chung với họ, 56,70% là đôi vợ chồng sống với nhau, 9,00% có một chủ hộ nữ và không có chồng, và 30,40% là các gia đình không. 27,60% hộ gia đình đã được tạo ra từ các cá nhân và 13,40% có người sống một mình 65 tuổi hoặc lớn tuổi hơn là người. Cỡ hộ trung bình là 2,34 và cỡ gia đình trung bình là 2,82.
Trong quận, độ tuổi dân số đã được trải ra với 21,70% dưới độ tuổi 18, 7,90% 18-24, 25,90% 25-44, 26,30% từ 45 đến 64, và 18,20% từ 65 tuổi trở lên đã được những người. Độ tuổi trung bình là 41 năm. Đối với mỗi 100 nữ có 94,50 nam giới. Đối với mỗi 100 nữ 18 tuổi trở lên, đã có 91,90 nam giới.
Thu nhập trung bình cho một hộ gia đình trong quận đạt 28.741 đô la Mỹ, và thu nhập trung bình cho một gia đình là 34.919 đô la Mỹ. Phái nam có thu nhập trung bình 25.945 USD so với 20.155 USD của phái nữ. Thu nhập bình quân đầu người là 17.285 $. Có 13,80% gia đình và 16,00% dân số sống dưới mức nghèo khổ, bao gồm 18,90% những người dưới 18 tuổi và 22,20% của những người 65 tuổi hoặc hơn.
ListenRead phonetically